# Farchor
Farchor (tadschikisch Фархор; russisch Пархар) ist eine Stadt im äußersten Süden Tadschikistans, nahe der Grenze zu Afghanistan, in der Provinz Chatlon. Farchor ist die Hauptstadt des gleichnamigen Bezirks.

## Lage
Farkhor liegt 122 Kilometer Luftlinie südöstlich der tadschikischen Hauptstadt Duschanbe am Fluss Pandsch, der die Grenze zwischen Tadschikistan und Afghanistan bildet. Rund um den Bezirk befinden sich mehrere ländlich geprägte Subdistrikte (dschamoat), die in etwa Kommunen entsprechen. Durch Farkhor verläuft die Fernstraße A385, die über Danghara und Norak in die Hauptstadt Duschanbe führt. Wenige Kilometer nördlich befand sich die antike Siedlung Saksanochour.

## Bevölkerung
In Farkhor lebten im Januar 2016 rund 22.900 Menschen. Damit leben circa 15 % der Gesamtbevölkerung des Bezirks Farkhor in der gleichnamigen Hauptstadt.

## Geschichte
Farkhor war seit dem 10. Jahrhundert n. Chr. als eine Stadt von Landwirten, Händlern und Handwerkern bekannt. Die Stadt kommt auch im persischen Nationalepos Schāhnāme im Zusammenhang mit dem bösen König Afrasiab vor. Im März 1921 übernahmen die Sowjets die Kontrolle in Farkhor, das sich in den 1920er-Jahren zu einem Zentrum der Basmatschi, einer Widerstandsgruppe gegen die Sowjetherrschaft, entwickelte. Viele Einwohner Farkhors flohen in den 1930er-Jahren aus der Sowjetunion nach Afghanistan. Am 23. November 1930 wurde der bis heute bestehende Bezirk Fakhor gegründet.

## Infrastruktur
Farkhor liegt in einer sehr armen Region und verfügt über eine unzureichende Infrastruktur. Insbesondere die Wasserversorgung ist ein Problem, da die umliegenden Baumwollfelder enorme Mengen an Wasser benötigen. Um die Zustände in dem Bezirk Farkhor und einigen umliegenden Gemeinden zu verbessern, gibt es mehrere Initiativen der tadschikischen Regierung.

### Chubek-Bewässerungssystem
Einerseits soll das Chubek Irrigation System (CIS) Wasser aus dem Bezirk Chubek in den Bezirk Farkhor leiten. Dieses System stammt aus Sowjetzeiten und ist seit 1964 in Betrieb, aber eine Modernisierung ist erforderlich, da Sedimentgestein die Rohre verschließt und die Durchflusskapazität damit deutlich einschränkt. Für die Einrichtung einer Kommission zur Verbesserung der Wasserversorgung, für die Erneuerung des Bewässerungssystems und für den Aufbau einer effizienteren Landwirtschaft in der Region hat die tadschikische Regierung Hilfsgelder bei der Asian Development Bank beantragt.

### Kommunales Infrastrukturprojekt
Eine weitere Initiative ist das kommunale Infrastrukturprojekt (MIDP), das die Infrastruktur in fünf Bezirken im Süden Tadschikistans, unter anderem in Farkhor, verbessern soll. In Farkhor stehen dabei vier Ziele im Vordergrund:
- Verbesserung der Wasserversorgung
- Verbesserung der Sanitätsversorgung, Errichtung öffentlicher Toiletten
- Erneuerung der Abfallentsorgung
- Beschaffung des benötigten Equipments

Dieses Projekt wurde im März 2013 bei der Weltbank eingereicht mit der Anfrage für Fördergelder für das Projekt.

## Luftwaffenstützpunkt
Vier Kilometer von Farkhor entfernt befindet sich die Farkhor Air Base. Diese ist von großer strategischer Bedeutung, da sie seit Mai 2002 von den indischen Streitkräften genutzt wird. Die indische Luftwaffe verfügt damit über einen Stützpunkt westlich der Region Kaschmir, die einen ständigen Streitpunkt zwischen Indien und Pakistan darstellt.

## Sport
Der Fußballverein Khosilot Farkhor aus Farkhor spielt in der ersten Liga des Landes, der Wysschaja Liga.

## Söhne und Töchter der Stadt
- Saimumin Jatimow (* 1955), Diplomat und Generalleutnant
- Suhrob Xoʻjayev (* 1993), usbekischer Hammerwerfer tadschikischer Herkunft